# 参与型経済

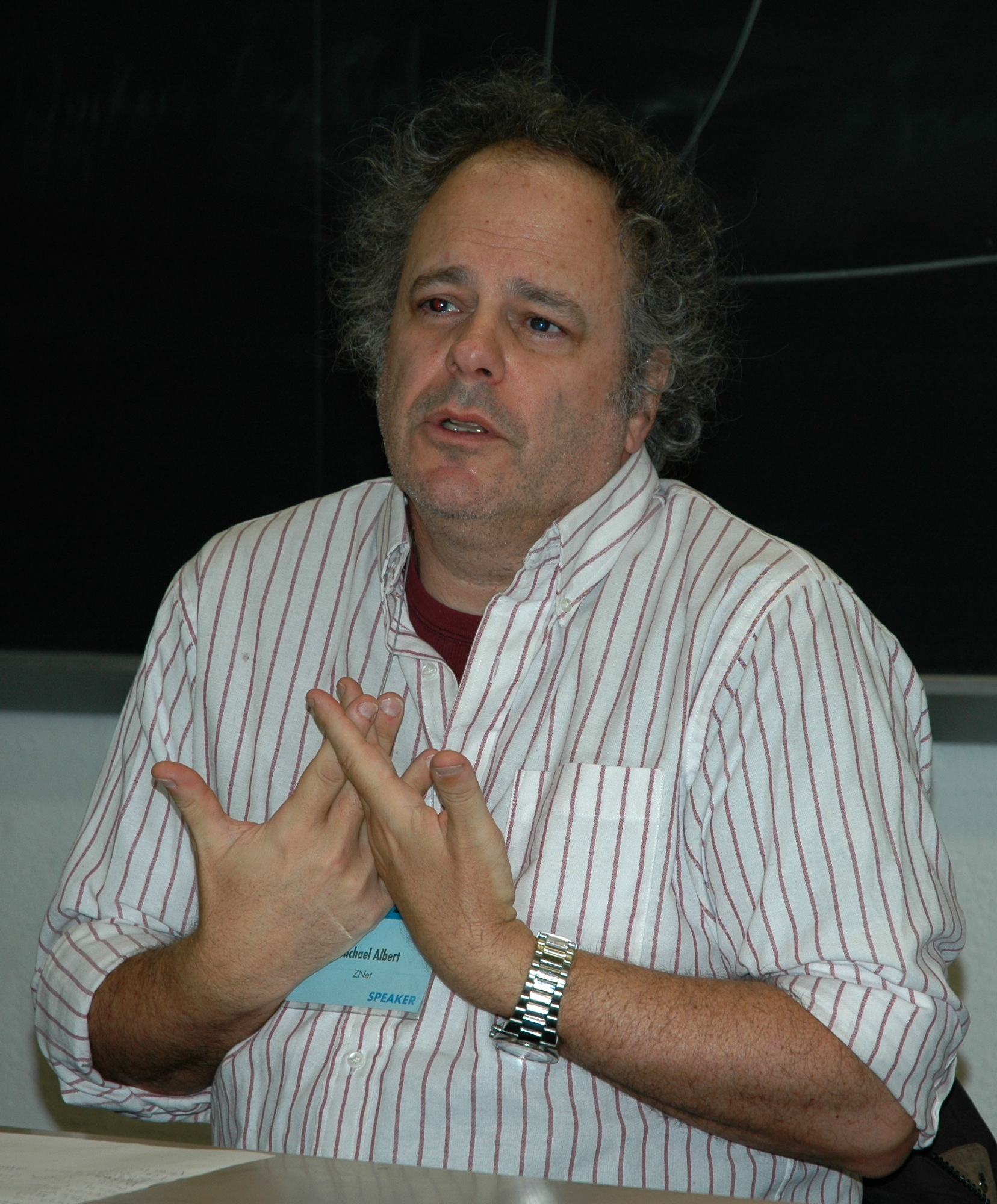
マイケル・アルバート

参与型経済（さんよがたけいざい）または参加型経済（さんかがたけいざい、英: Participatory Economics）は、社会の市民すべてが参加して経済活動を民主主義的に計画する制度である。ソビエト連邦等の中央計画・国家資本主義と異なり、政党を要さない。また、資本主義と異なり、剰余価値はその生産者である労働者達が獲得し、非労働者による搾取が無い。連帯と公義を実現させるため、幾つかの規範に従う：
- 労働者と消費者が各自および共通の協議会を通じて意思決定する。自主管理によって、資本家や政治家による上意下達式の支配関係を無用にする。
- 各労働者は職場における別種の仕事の一つ一つ（製造、会計など）を交代で担う。これによって、互いの権力の差異化を防ぐ。
- 各人は努力に応じて報酬される。また、各決定における各人の発言権は、その決定にどれだけ影響されるかに応じて調整される。例えば、製造で用いる有害な化学物質に関する決定において、その物質を扱う労働者の発言がその物質を扱わない労働者の発言よりも重視される。

参与型経済は1980・1990年代に政治哲学者マイケル・アルバートと経済学者ロビン・ハーネルが理論化した。